# Lébedi
Lébedi (en rus, Лебеди) és un khútor del krai de Krasnodar, a Rússia. Es troba a la zona de llacunes formades per la desembocadura del riu Kirpili. És a 34 km al nord-oest de Kalíninskaia i a 87 km al nord-oest de Krasnodar.
Pertany a l'stanitsa de Grívenskaia.